# Янош Матольчі
Янош Матольчі (угор. Matolcsi János; 20 листопада 1923 — 3 січня 1983) — угорський політичний діяч, міністр сільського господарства Угорщини у 1955—1956 роках. Після революції 1956 року — директор Угорського аграрного музею (1957—1968).